# Portal dels Escots
El Portal dels Escots és un dels antics portals d'accés al nucli de Sanaüja (Segarra), situat al carrer dels Escots. És una obra que forma part de l'Inventari del Patrimoni Arquitectònic de Catalunya.

## Descripció
Està format per un arc de mig punt rebaixat adovellat, amb la clau de l'arc de menors dimensions i decorada amb un escut en relleu molt erosionat amb la representació del que sembla una creu. Actualment, tant les dovelles laterals com els muntants de l'arc apareixen adossats als habitatges que s'han edificat al seu voltant. Al mur esquerre de la part posterior de l'arc, es conserva un forat quadrat en un dels costats on es devia encaixar la barra travessera per a poder tancar el portal.